# Anthomyia allecta
Anthomyia allecta är en tvåvingeart som först beskrevs av Walker 1853.  Anthomyia allecta ingår i släktet Anthomyia och familjen blomsterflugor.
Artens utbredningsområde är Storbritannien. Inga underarter finns listade i Catalogue of Life.